# Леа Седу
Леа Елен Седу Форније де Клозон (фр. Léa Hélène Seydoux-Fornier de Clausonne; Париз, 1. јул 1985) је француска глумица.
Каријеру започела је улогама у француским филмовима, а пажњу јавности први пут је привукла појављивањем у филму La belle personne, за који је освојила награду Цезар и награду Канског филмског фестивала за најбољу младу глумицу.
Улога у филму Збогом, моја краљице из 2012. године донела јој је номинацију за Цезара у категорији Најбоља глумица у главној улози, а за филм Плаво је најтоплија боја освојила је награду Златна палма (заједно са режисером Абделатифом Кешишом и колегиницом Адел Егзархопулос).
Седуова је једна од најприсутнијих француских глумица на интернационалној филмској сцени. Појавила се у неколико значајних наслова америчке продукције, међу којима су Проклетници, Робин Худ, Поноћ у Паризу и Немогућа мисија: Протокол Дух. Године 2014. била је номинована за награду БАФТА за будућу звезду.

## Филмографија
| Улоге  |                               |                                  |                     | |
| Година | Српски назив                  | Изворни назив                    | Улога               | Напомена |
| 2009.  | Проклетници                   | Inglourious Basterds             | Шарлот Лападит      | Награда Удружења филмских глумаца за најбољу филмску поставу |
| 2010.  | Робин Худ                     | Robin Hood                       | Изабела од Англумеа | |
| 2011.  | Поноћ у Паризу                | Midnight in Paris                | Габријел            | |
| 2011.  | Немогућа мисија: Протокол Дух |                                  | Сабин Моро          | |
| 2013.  | Плаво је најтоплија боја      | La Vie d'Adèle – Chapitres 1 & 2 | Ема                 | Златна палма (награђена заједно са Абделатифом Кешишом и Адел Егзархопулос) номинована - БАФТА за будућу звезду номинована - Награда Цезар за најбољу главну глумицу номинована - Награда Удружења интернет филмских критичара за најбољу споредну женску улогу |
| 2014.  | Гранд Будапест хотел          | The Grand Budapest Hotel         | Клотилда            | |
| 2014.  | Сен Лоран                     | Saint Laurent                    | Лулу де ла Фалез    | |
| 2015.  | Спектра                       |                                  | др Мадлен Свон      | |
| 2021.  | Француска депеша              |                                  | Симон               | |
| 2021.  | Није време за умирање         |                                  | др Мадлен Свон      | |
| 2024.  | Дина: Други део               |                                  | госпа Марго Фенринг | |